# Novembre 1835

## Événements
- 1er novembre, France : article de Sainte-Beuve sur les Chants du crépuscule de Hugo. Rupture cette fois définitive.

- 4 novembre, France : ordonnance du Roi portant autorisation de la Société anonyme du chemin de fer de Paris à Saint-Germain.

- 12 - 14 novembre, France : procès de Pierre François Lacenaire, assassin romantique dont les Mémoires ont un énorme succès.

- 14 novembre, France : l'assassin-poète Lacenaire est condamné à mort.

- 16 novembre : passage de la comète de Halley. Elle atteint le perihelion, sa position la plus proche du soleil.

- 21 novembre, France : Renduel lance une publication en fascicules de Notre-Dame de Paris. Théophile Gautier en a rédigé le prospectus.

- 28 novembre, France : publication, chez Renduel, de Mademoiselle de Maupin de Théophile Gautier.

## Naissances
- 12 novembre : Charles Méray (mort en 1911), mathématicien français.
- 13 novembre : Robert Kennicott (mort en 1866), naturaliste américain.
- 16 novembre : Eugenio Beltrami (mort en 1900), mathématicien et physicien italien.
- 24 novembre : Emil Wohlwill (mort en 1912), chimiste et historien des sciences allemand.
- 30 novembre : Mark Twain (Samuel Langhorne Clemens), écrivain américain († 1910).

## Décès
- 8 novembre : Alexander Collie (né en 1793), chirurgien britannique.
- 15 novembre : Johann Tobias Bürg (né en 1766), astronome autrichien.
- 17 novembre : Karl August Böttiger (né en 1760), archéologue, pédagogue, philologue et écrivain allemand.
- 30 novembre : Pierre-Simon Girard (né en 1765), ingénieur et physicien français.